# Pryloeky
Pryloeky (Oekraïens: Прилуки) is een stad in de Oekraïense oblast Tsjernihiv, hemelsbreed ongeveer 150 km ten zuidoosten van de hoofdplaats Tsjernihiv en 135 km ten oosten van de hoofdstad Kiev.

## Bevolking
Op 1 januari 2021 telde Pryloeky naar schatting 52.553 inwoners. Het aantal inwoners vertoont al meerdere jaren een dalende trend: in 1989, kort voor het uiteenvallen van de Sovjet-Unie, had de stad nog 71.954 inwoners.
| 1802  | 1833  | 1840  | 1859   | 1897   | 1926   | 1939   | 1959   | 1970   | 1979   | 1989   | 2001   | 2021   |
| ----- | ----- | ----- | ------ | ------ | ------ | ------ | ------ | ------ | ------ | ------ | ------ | ------ |
| 5.471 | 5.493 | 8.118 | 10.261 | 18.532 | 28.624 | 36.881 | 43.719 | 57.474 | 65.303 | 71.954 | 64.861 | 52.553 |

In 2001 bestond de stad etnisch uit etnische Oekraïners (59.108 personen - 92,3%). De grootste minderheid vormden de 4.140 Russen (6,5%). Uitgezonderd van 223 Wit-Russen (0,4%) en 185 Joden (0,3%) waren er geen andere vermeldenswaardige minderheden.
De meest gesproken taal in de stad is het Oekraïens. In 2001 sprak 92,9% van de bevolking het Oekraïens als eerste taal, terwijl 6,8% van de bevolking het Russisch sprak.